# Heiligengrabe
Heiligengrabe egy település Németországban, Brandenburg Ostprignitz-Ruppin kerületében.

## Földrajza
A település 13 faluból áll: Blandikow, Blesendorf, Blumenthal, Grabow bei Blumenthal, Herzsprung, Jabel, Königsberg, Liebenthal, Maulbeerwalde, Papenbruch, Rosenwinkel, Wernikow and Zaatzke.

## Építészete

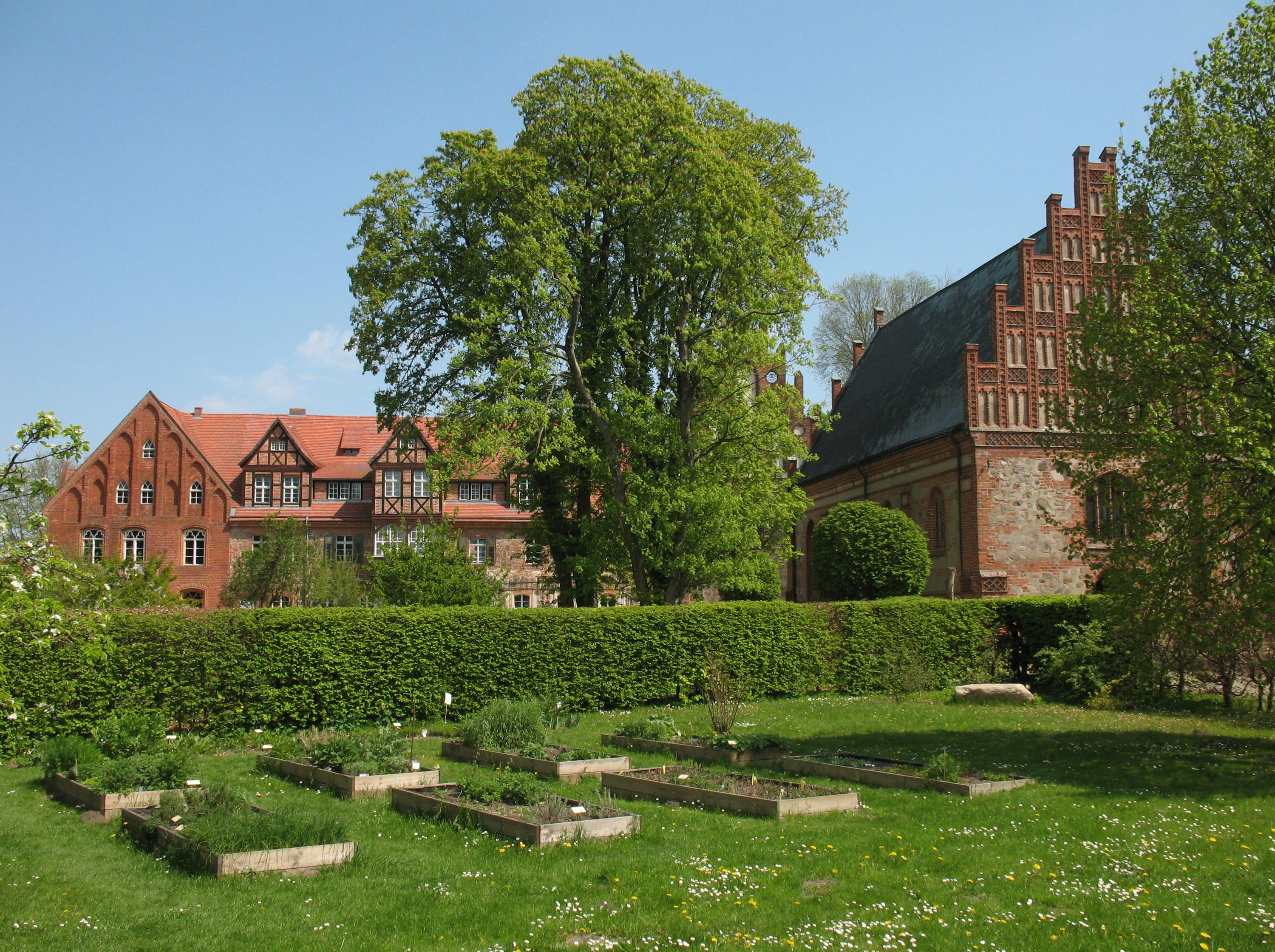
Gyógynövénykert, gyűlési épület és a Véres templom

### Apátság
A Heiligengrabe apátságot (szó szerinti fordításban Szent Sír-templom, régebbi nevén Techow) 1289-ben Henrik havelbergi püspök és Ottó brandenburgi őrgróf alapította cisztercita apácazárdaként, ahol eredetileg 12 apácának volt hely. Volt itt egy fontos relikvia is, mégpedig egy vérző ostya, melyet szentségosztáskor egy zsidó megsértett.
Az apácazárda jelentős vagyonra és ingatlanmennyiségre tett szert a környéken, melynek egyik forrása a Vérző Ostyához eljött zarándokok adománya volt, másrészt a környéken élő nemes családok adományoztak, leginkább akkor, mikor a család egyik, lánya belépett a konventbe. Az itteni apácák közül többen a helyi Gans zu Putlitz, von Quitzow, von Rohr, von Winterfeld és von Blumenthal családokból kerültek ki. A helyi fejedelemasszonyok között több nagy jellem is volt. Henriette von Winterfeldt fejedelemasszonynak vitája volt Mecklenburg herceggel, aki visszautasította, hogy hozzájárulást fizessen a zárdának. Így Henriette egy nagyobb tüzérségi osztagot vett kölcsön, és háborút indított a Mecklenburgok ellen, és lebombázta a közeli határsávot. Az evangélikus reformáció idején Anna von Quitzow fejedelemasszony figyelmen kívül akarta hagyni az új kinevezéseket, és nem fizetett adót.
A reformáció után megmaradt az apácazárda azon feladata, hogy megélhetést biztosítson a leginkább a helyi gazdag családokból származó férjezetlen nőknek. Így az addigi keresztény zárdából evangélikus női konvent lett. Ide 16 negyedév eltöltése után lehetett bekerülni.

## Galéria

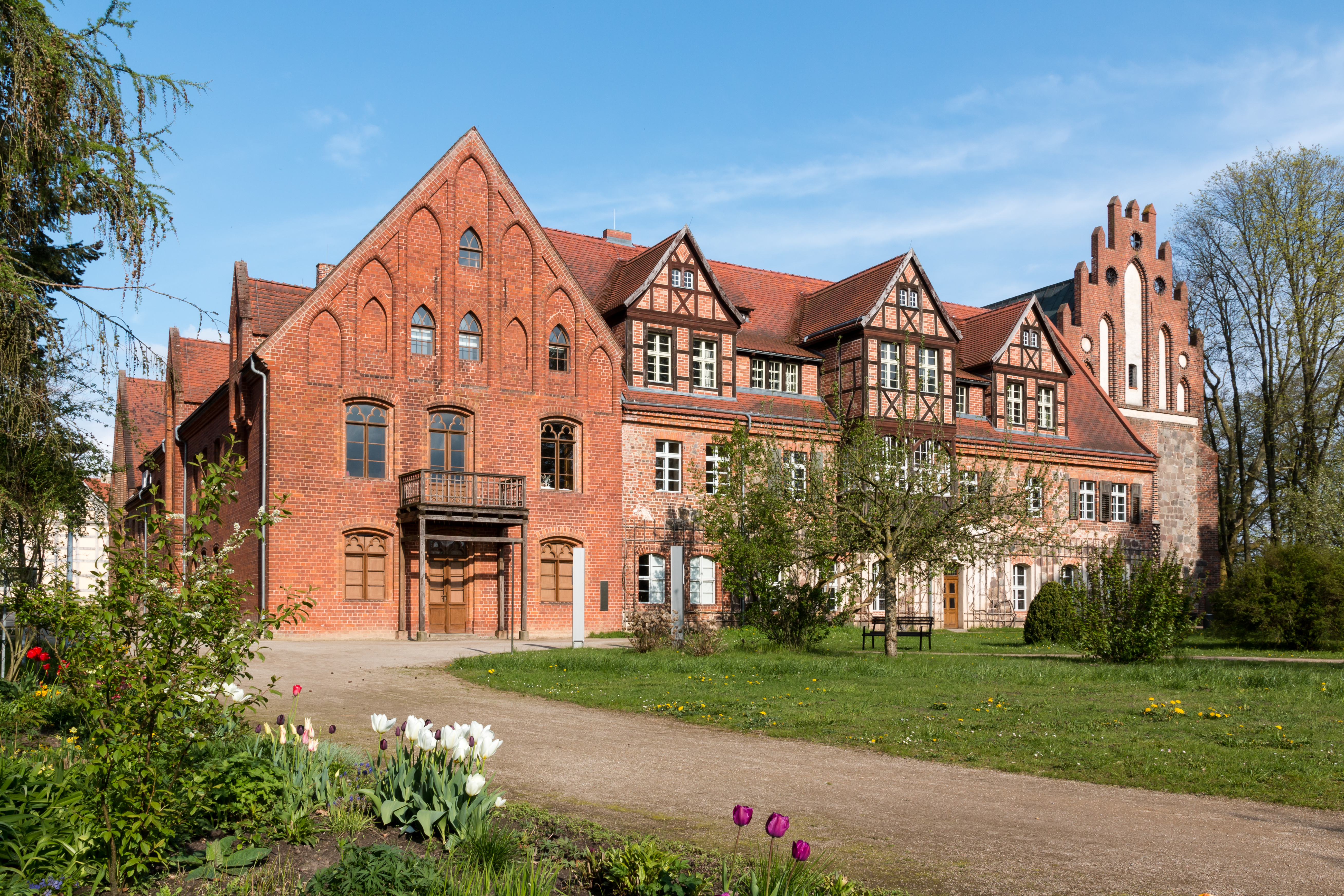
A konvent épülete
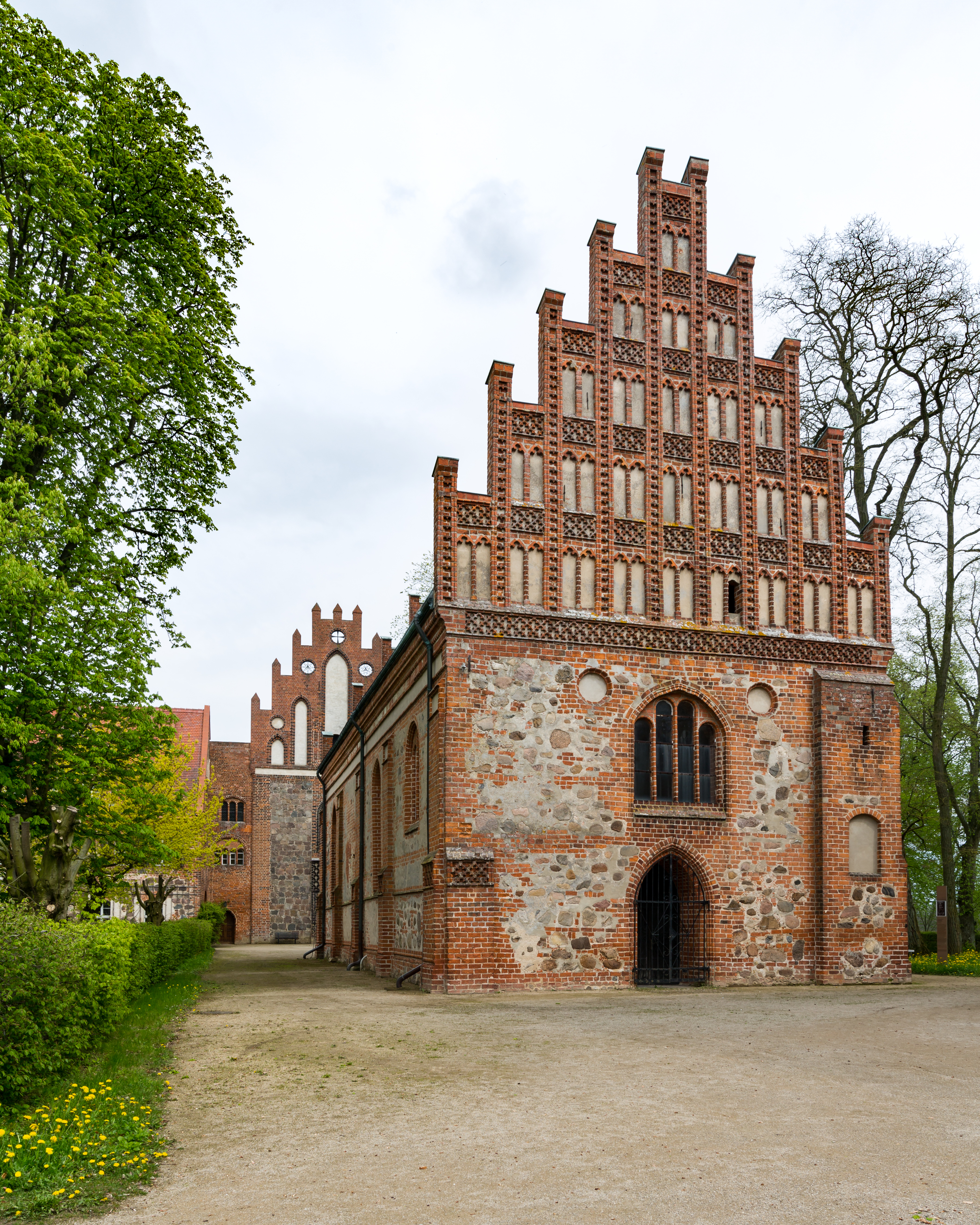
Véres templom
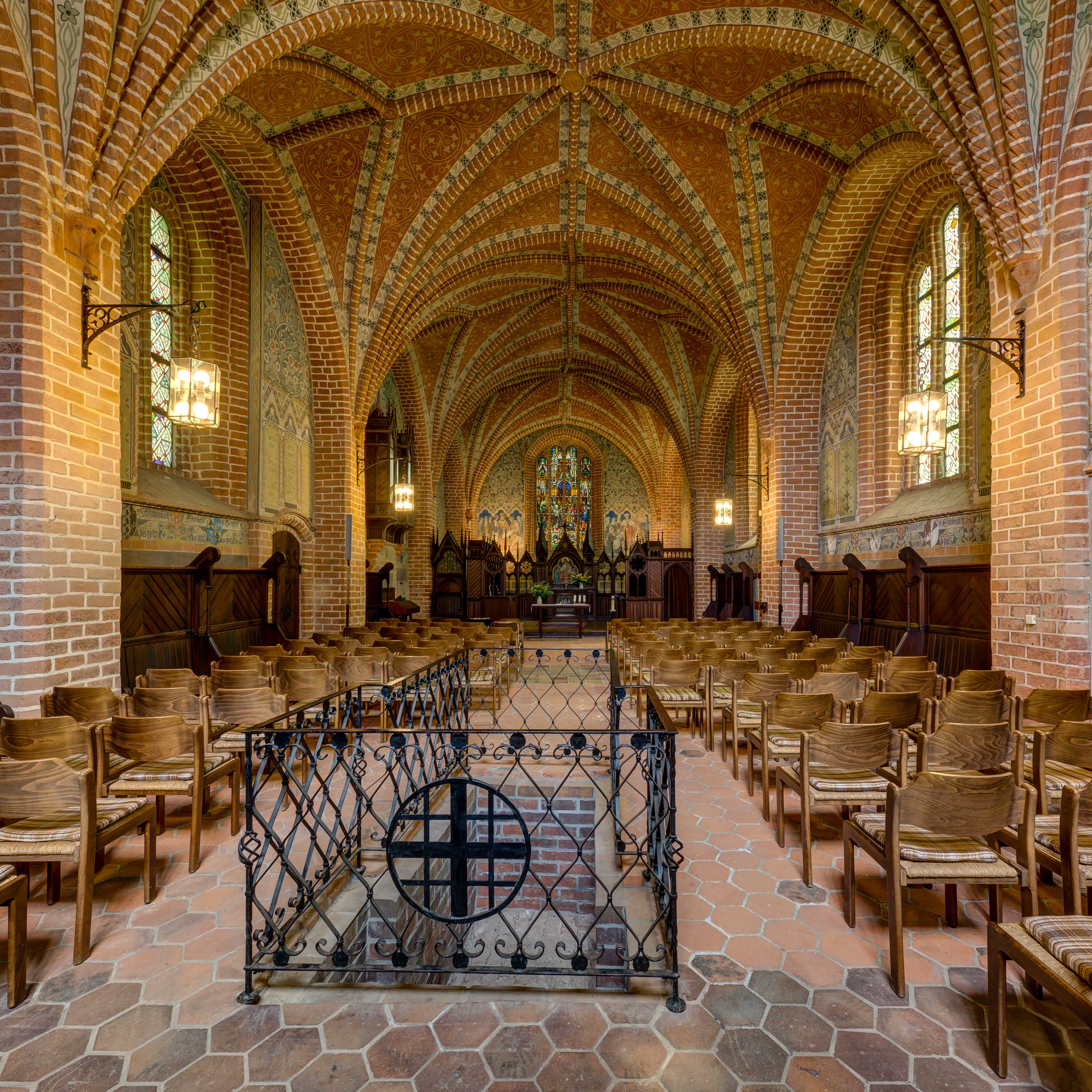
A Véres Templom belseje
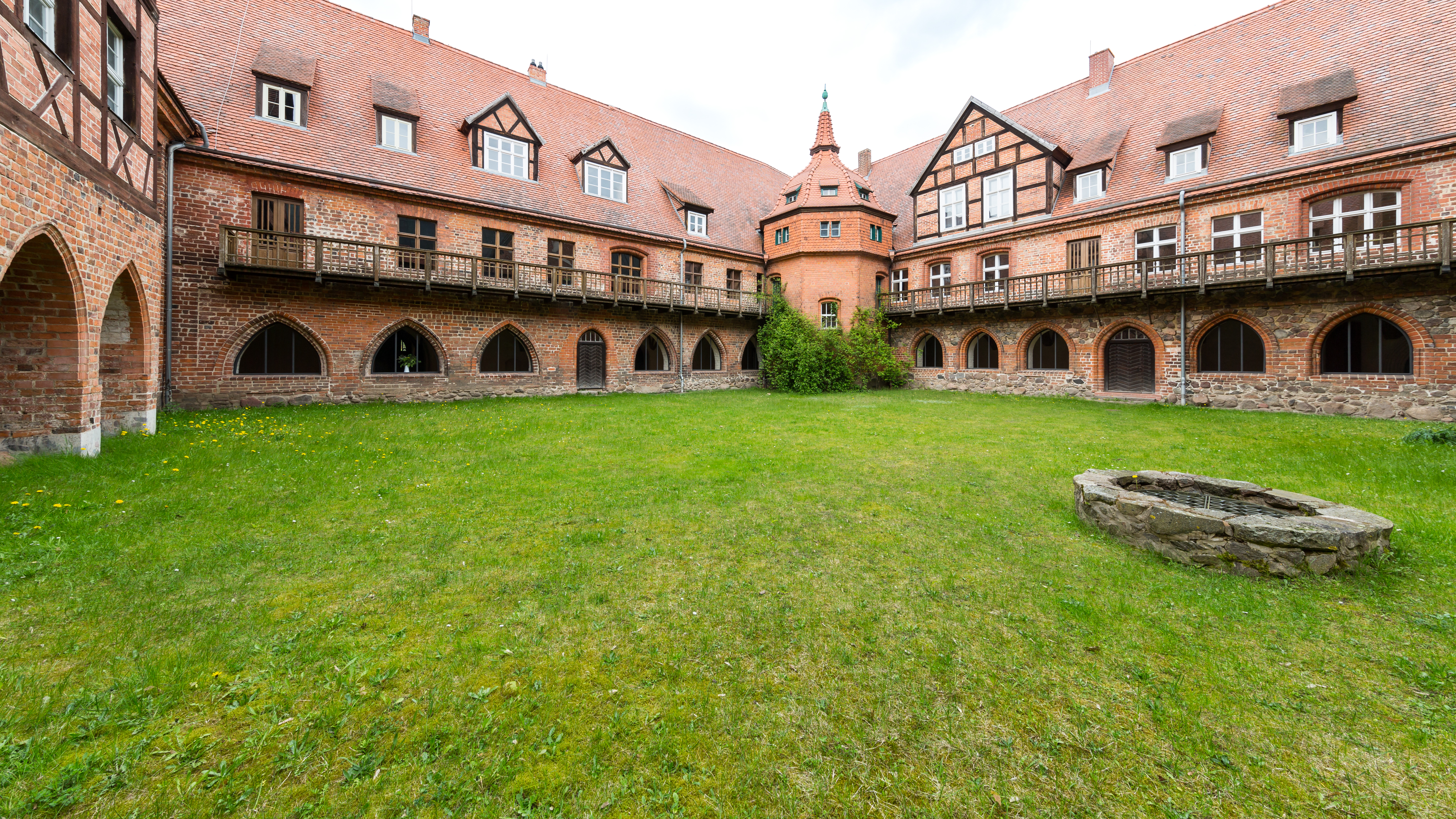
kerengő

### Egyéb építmények
Heiligengrabében van a Blumenthali Megfigyelő Torony.

## Demográfia
- A népesség változása a mai határok között (Kék vonal: Lakosság; Pontozott vonal: A Brandenburg államban történt népességváltozással összehasonlítva; Szürke háttér: A Náci Németország idején; Piros háttér: A kommunista Kelet-Németország idején)

## Galéria

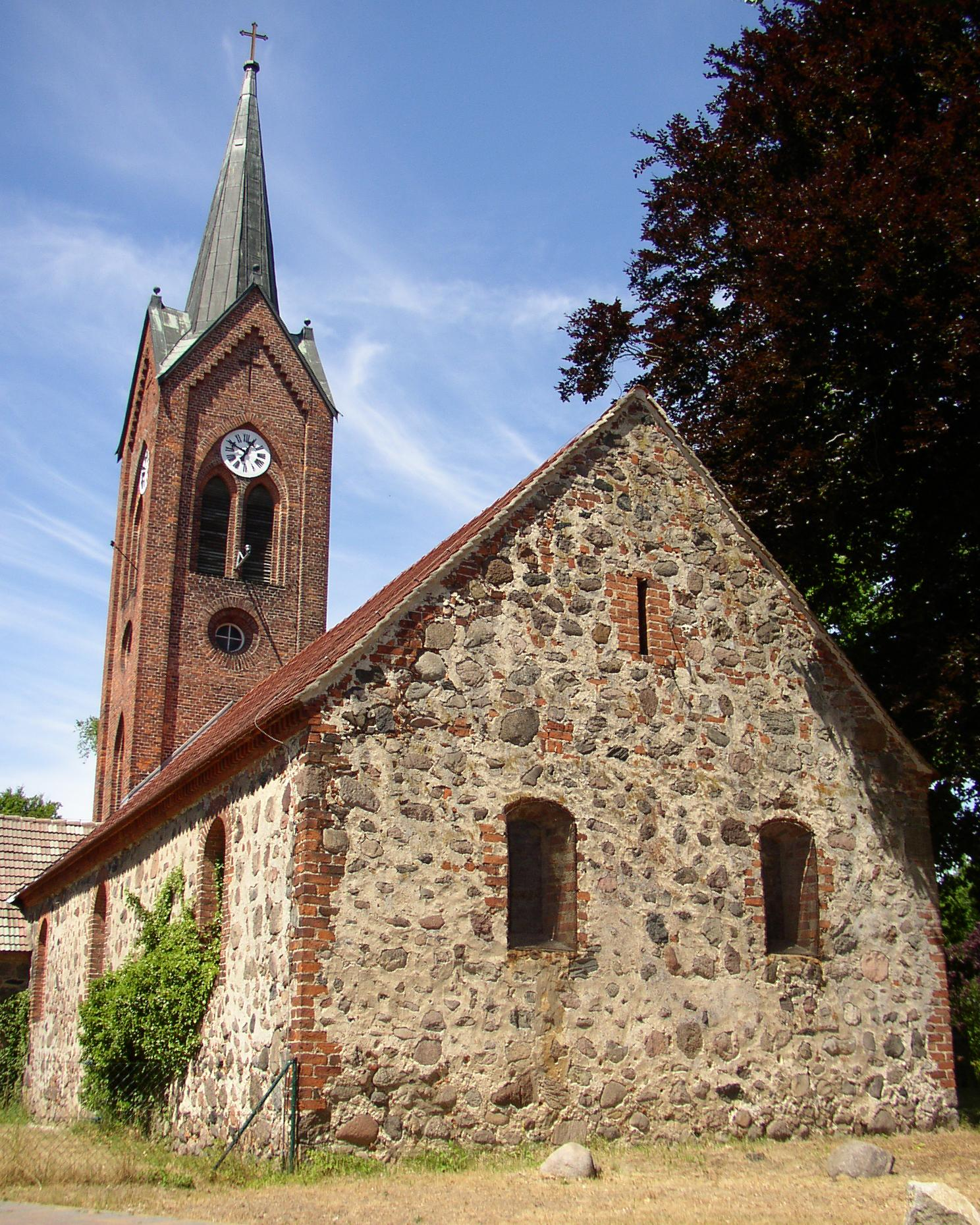
Templom Blumenthalban
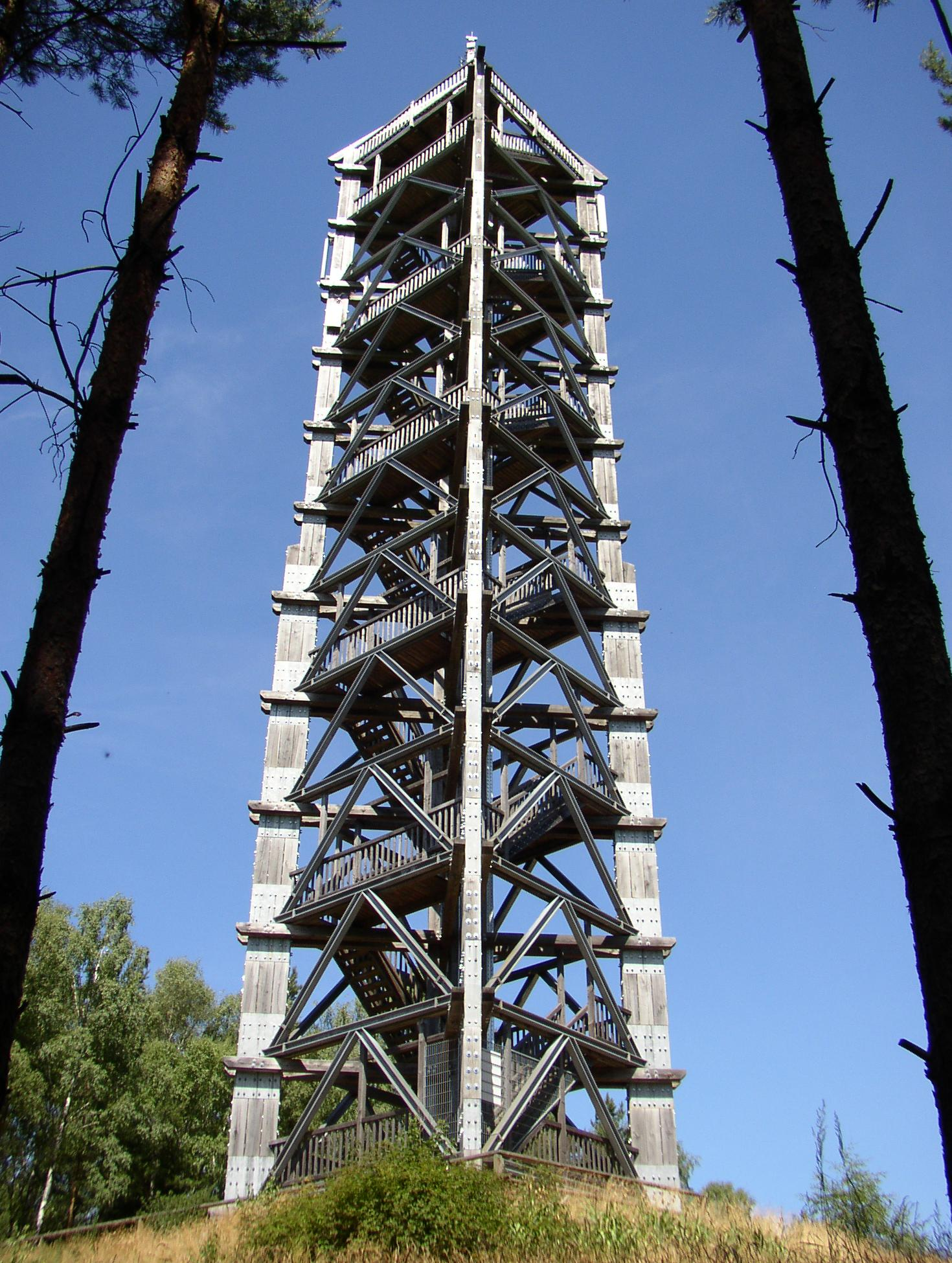
Kilátótorony Blumenthal
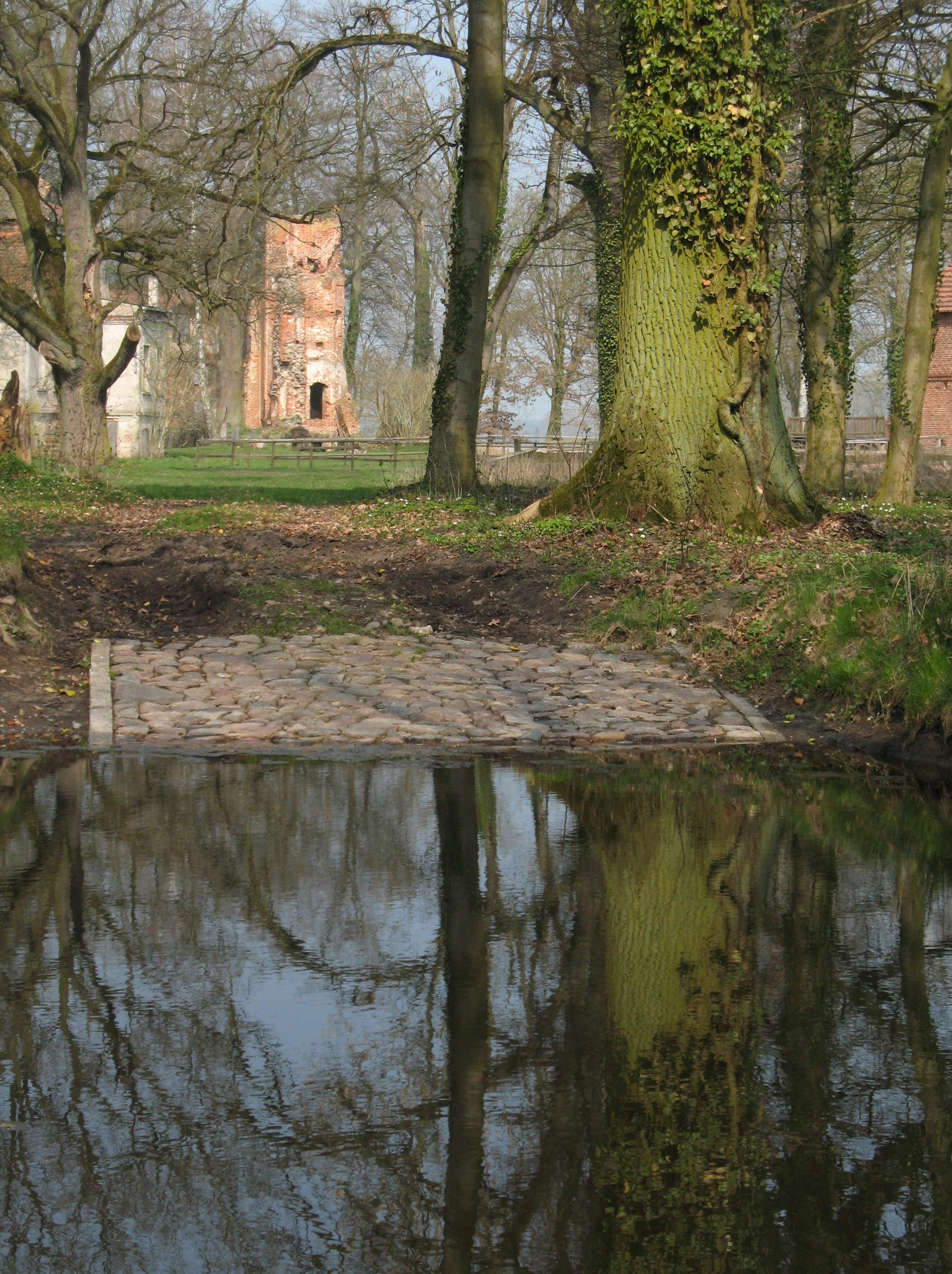
Blumenthal-Horst palotakertje
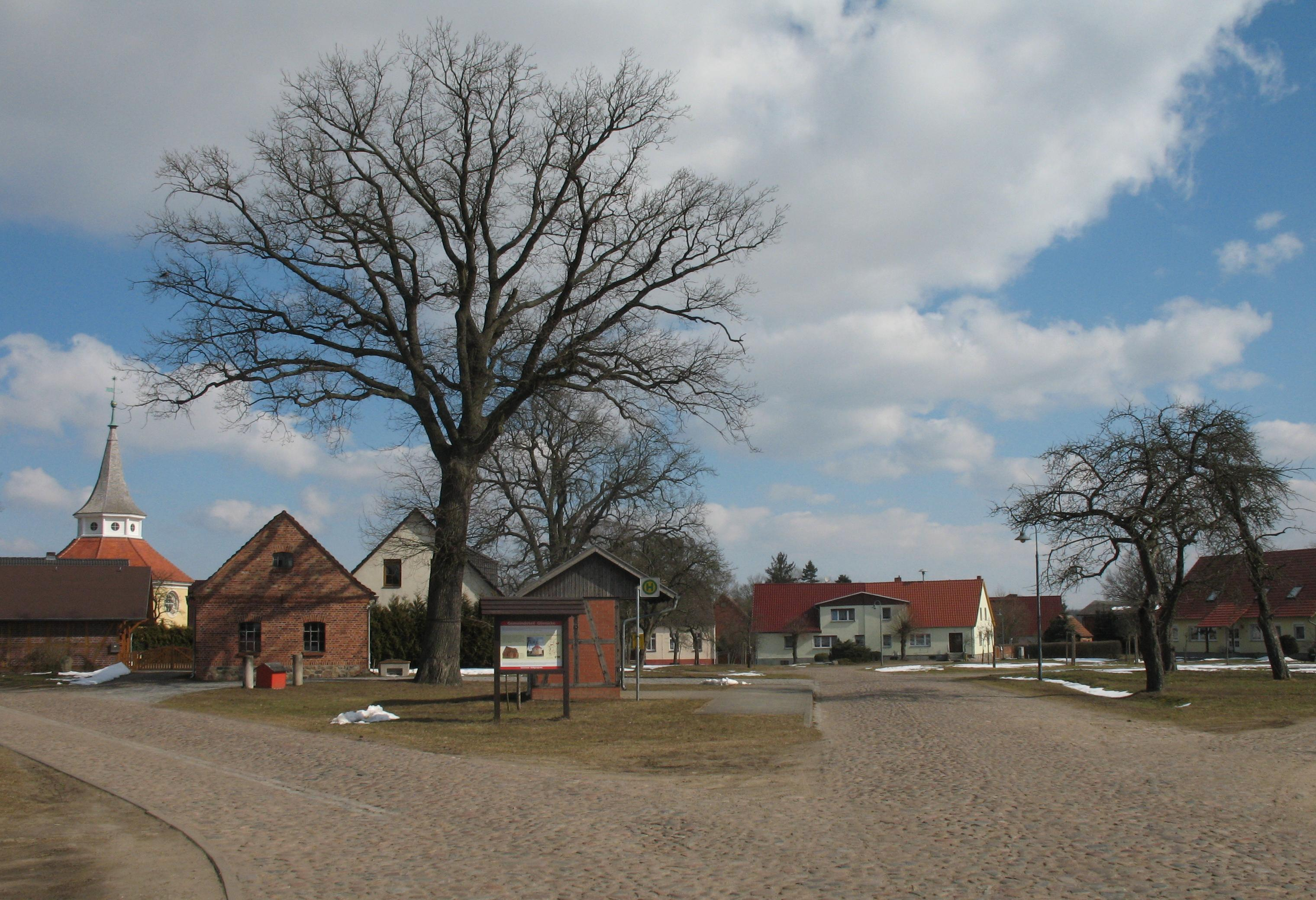
Rundling Glienickében
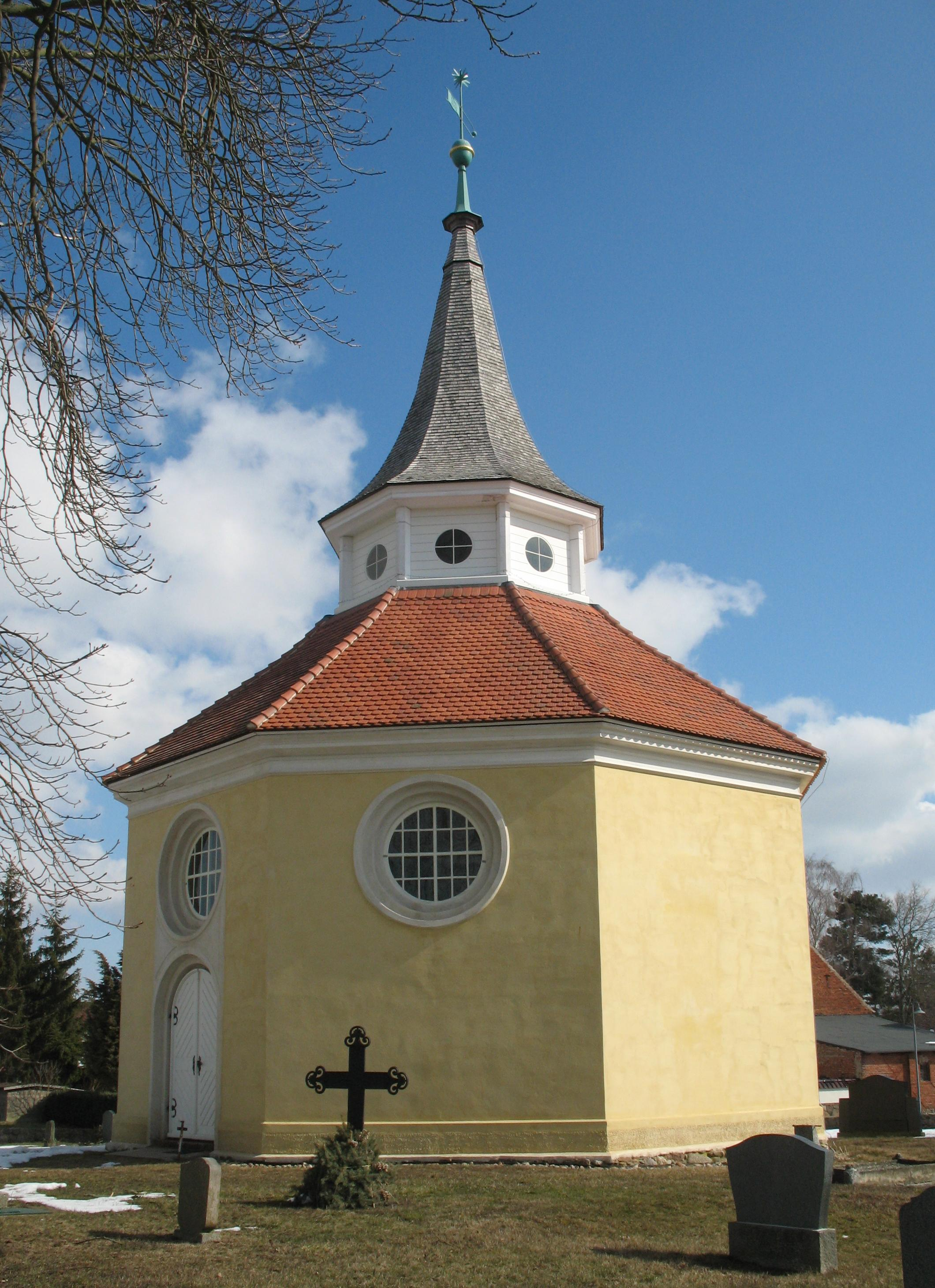
Templom Glienickében
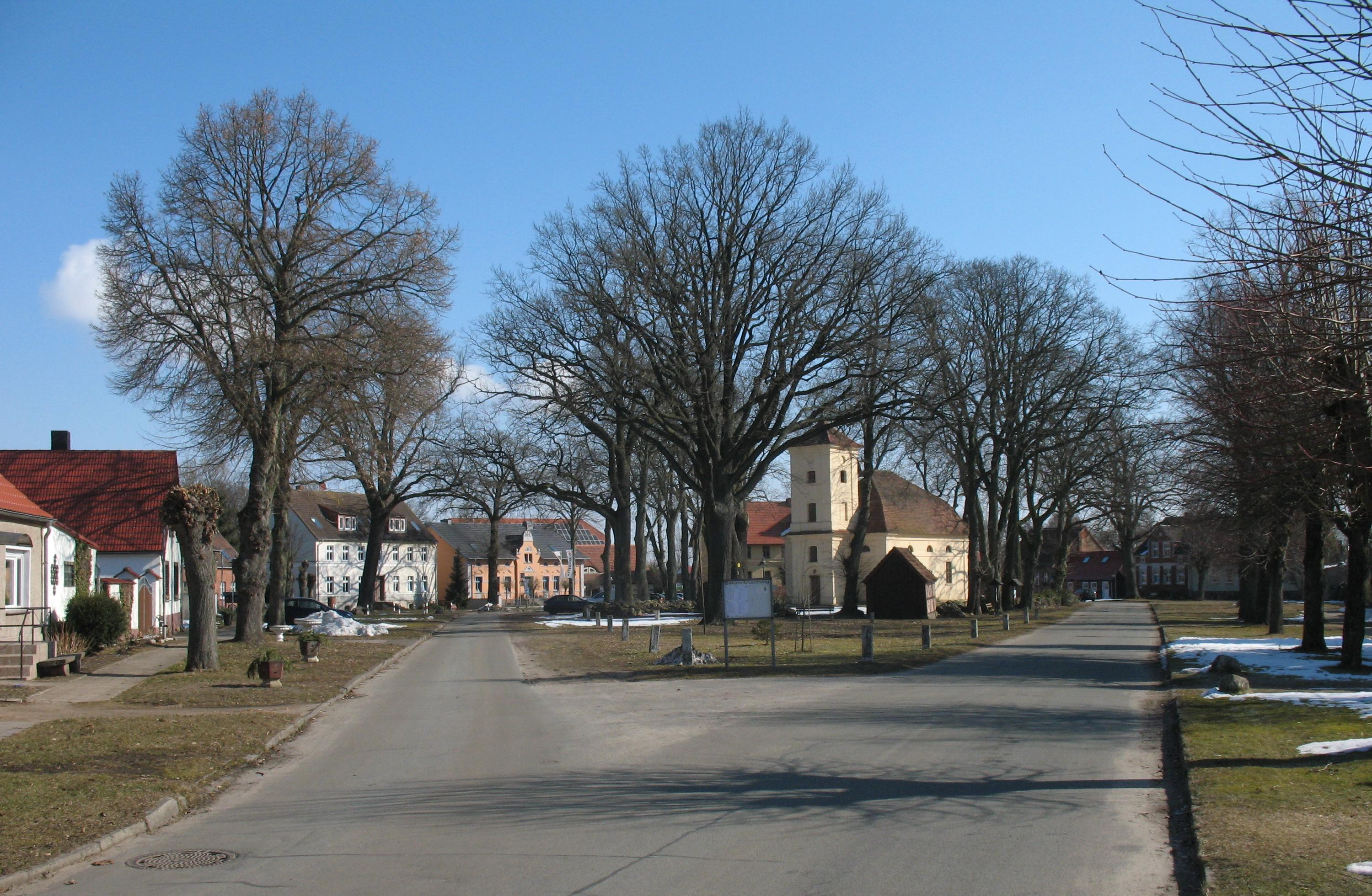
Rundling Jabelben
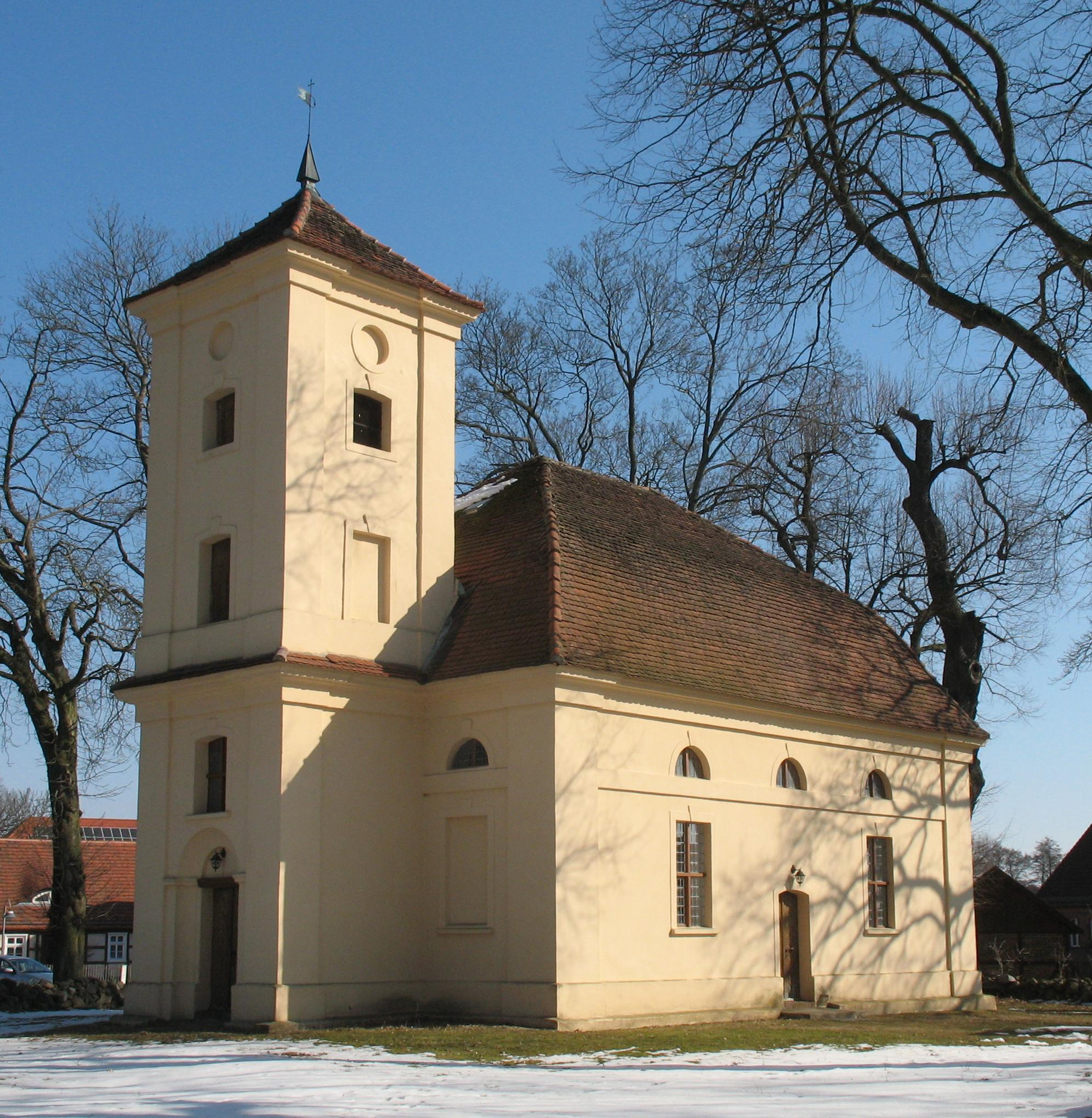
Templom Jabelben
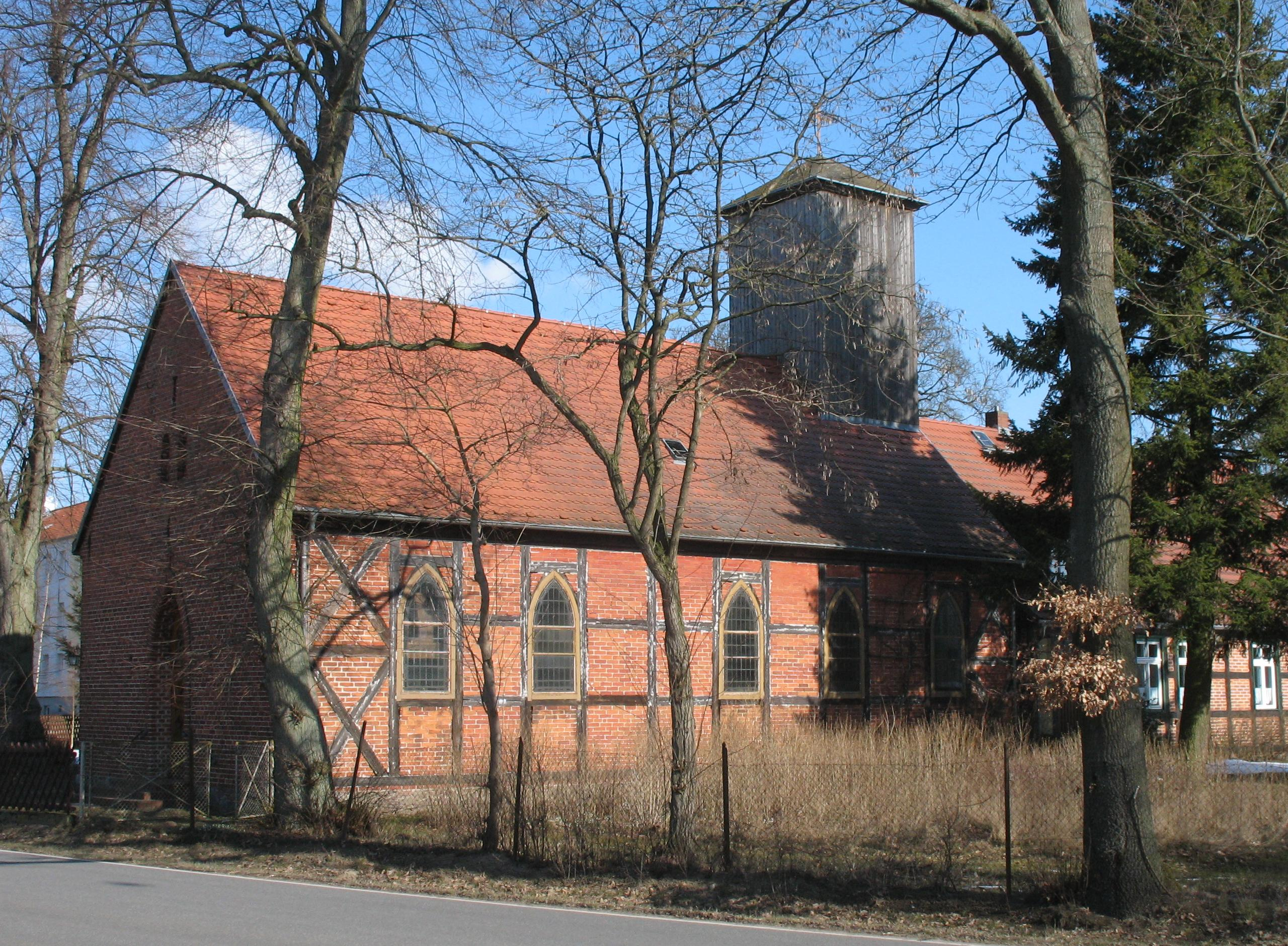
Templom Jabelben
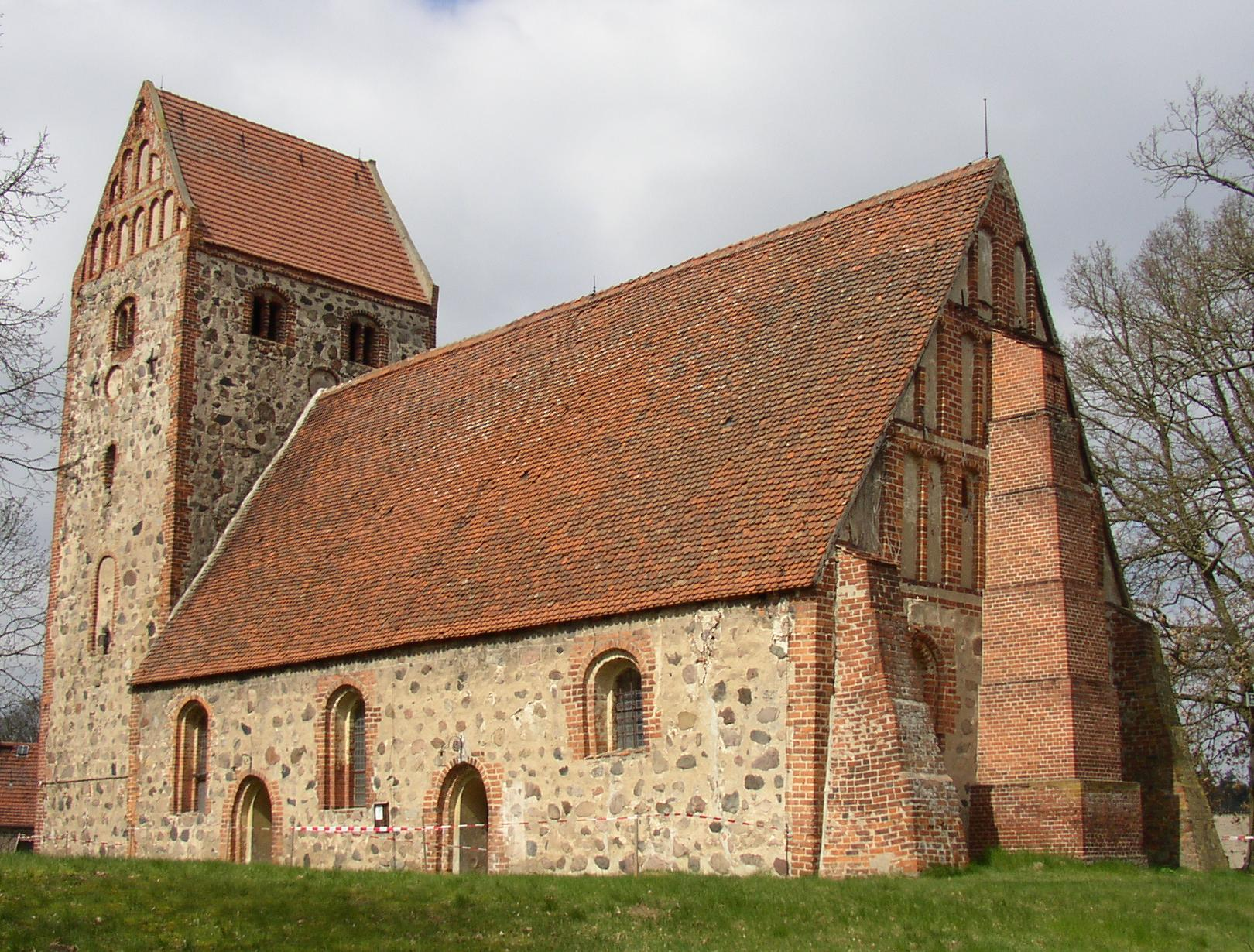
Templom Königsbergben